# 시부야 스크램블 스퀘어
시부야 스크램블 스퀘어(일본어: 渋谷スクランブルスクエア, 영어: Shibuya Scramble Square)는 일본 도쿄도 시부야역과 직결된 복합 상업시설의 마천루이다. 동관은 높이 229.71미터로, 종전 시부야에서 가장 높은 빌딩이었던 세룰리언 타워 (높이 184미터)를 제치고, 2020년 1월 현재 시부야에서 가장 높은 빌딩이다.

## 개요
도쿄의 도시 재생 특별지구 인정사업으로, 구 시부야역 프로젝트의 일환으로 2014년 6월 착공되었다. 시부야 역 바로 위에 위치하고 있으며 동관, 중앙동, 서관으로 구성되어 있다. 동관이 2019년 11월에 개장하였으며, 서관과 중앙동은 2027년에 오픈될 예정이다.
2019년 11월 1일 개장한 동관에는 저층부부터 중층부가 상업시설, 고층부는 고급 오피스 시설이 들어서 있으며, 최상층에는 개방감을 느낄 수 있는 전망시설인 SHIBUYA SKY가 설치되어 있다. 또한 건물 저층부에는 대형 LED 광고판이 설치되어 있어 역 주변 보행자의 눈에 띄는 광고가 송출되고 있다. 1층에는 바움쿠헨 등 도쿄의 기념품 및 과자류를 살 수 있는 다양한 매장이 마련되어 있다. 외국인 전용 면세 카운터는 4층에 설치되어 있다.
고층부의 오피스에는 Mixi, 사이버에이전트, WeWork 등이 입주해있다.

## 층 구성

### 동관(일본어:東棟)(지상 47층, 지하 7층 / 높이 약 230m)
- 지하 2층 ~ 13층: 상업시설
- 14층: 상업시설 및 전망시설
- 15층: 산업교류시설
- 17층 ~ 44층: 오피스
- 45층: 오피스 및 전망시설
- 46층: 전망시설 (SHIBUYA SKY)

## 교통편
각 노선 시부야역과 직결되어 있어 편리하게 이용할 수 있다. 출구 번호 B6과 직결되어 있다.

### JR 동일본
- JR 중앙 개찰구 또는 JR 남쪽 개찰구에서 동쪽 출구 방면으로 이동

### 도큐 도요코선,도쿄메트로 후쿠토신선
- 시부야 히카리에1 개찰구를 나와서 오른쪽으로 이동

### 도큐 덴엔토시선,도쿄메트로 한조몬선
- 미야마스자카 중앙 개찰구를 나와서 왼쪽으로 이동

### 도쿄메트로 긴자선,게이오 이노카시라선
- 개찰구를 나와서 시부야 히카리에 방면으로 이동

## 같이 보기
- 일본의 마천루 목록
- 도쿄의 마천루 목록
- 시부야